# Cheung Siu Lun
Dans ce nom chinois, le nom de famille, Cheung, précède le nom personnel Siu Lun.
Cheung Siu Lun (cantonais : 張小倫), né le 18 juillet 1985, est un escrimeur hongkongais, spécialiste du fleuret. Il a été l'un des premiers fleurettistes de Hong Kong à se distinguer sur la scène internationale, obtenant des succès aux Jeux asiatiques avant d'être couronné champion d'Asie en 2018.

## Carrière
Sa carrière en senior débute en 2005, et il fait sa première apparition dans le top 100 du classement de la FIE en 2007. En 2010, sa première participation aux Jeux asiatiques se solde par deux podiums : une médaille d'argent en individuel et de bronze par équipes. Ces résultats prometteurs et son évolution positive au classement lui laissent espérer une possible qualification aux JO de 2012. Toutefois, une hernie discale déclarée en février 2012 le contraint à une absence de six mois. 
Après son retour, en 2013, sa participation aux championnats d'Asie est couronnée par une médaille de bronze. Quelques semaines plus tard, il est quart de finaliste des championnats du monde. Ces résultats lui permettent de se hisser au 24e rang mondial. Les années suivantes sont plus difficiles et le voient reculer au-delà de la 70e place. Ce recul l'empêche de disputer la qualification pour les JO de 2016. C'est Cheung Ka Long, champion d'Asie cette année-là, qui est choisi pour représenter Hong Kong au tournoi de qualification olympique.
Après sa non-qualification, Cheung se rapproche de nouveau du top 50. Aux championnats d'Asie 2018, bien que ne faisant pas figure de favori, il sort 2e du tour de poules et s'offre un tableau abordable. Vainqueur des Sud-coréens Ha Tae-gyu et Heo Jun, il remporte la compétition et son premier grand titre international. 

## Palmarès
- Championnats d'Asie d'escrime (en individuel)
  -  Médaille d'or aux championnats d'Asie d'escrime 2018 à Bangkok
  -  Médaille de bronze aux championnats d'Asie d'escrime 2013 à Shanghai

- Jeux asiatiques (en individuel)
  -  Médaille d'argent aux Jeux asiatiques de 2010 à Canton

## Classement en fin de saison
| Année | 2005 | 2006 | 2007 | 2008 | 2009 | 2010 | 2011 | 2012 | 2013 | 2014 | 2015 | 2016 | 2017 |
| ----- | ---- | ---- | ---- | ---- | ---- | ---- | ---- | ---- | ---- | ---- | ---- | ---- | ---- |
| Rang  | 445  | 501  | 87   | 85   | 108  | 55   | 87   | 52   | 24   | 38   | 57   | 76   | 54   |